# Kevin Frandsen
Pour les articles homonymes, voir Frandsen.
Kevin Vincent Frandsen (né le 28 avril 1982 à San José, Californie, États-Unis) est un joueur des Ligues majeures de baseball. 
Habituellement joueur de champ intérieur, Frandsen évolue aussi au champ extérieur. Il évolue dans le baseball majeur de 2006 à 2015.

## Carrière

### Giants de San Francisco
Kevin Frandsen est repêché au 12e tour par les Giants de San Francisco en 2004. Il joue son premier match dans les majeures le 28 avril 2006. Dans cette première partie, il frappe trois coups sûrs en quatre présences au bâton face aux Diamondbacks de l'Arizona, atteint les sentiers en étant atteint par un tir et croise le marbre trois fois. Durant la saison, il fait des aller-retours des Giants à leur club-école des ligues mineures, participant au total à 42 parties pour San Francisco. Le 15 septembre, il claque son tout premier coup de circuit en carrière, aux dépens de Randy Flores des Cardinals de Saint-Louis.
Frandsen joue 109 matchs pour les Giants en 2007 et maintient une moyenne au bâton de ,269 avec 5 circuits et 31 points produits.
En mars 2008, il se blesse au tendon d'Achille et ne joue qu'un seul match de l'année, obtenant une présence au bâton comme frappeur suppléant en toute fin de saison.
Il joue principalement en ligues mineures pendant la saison 2009. Avec les Giants, il joue 23 parties comme substitut au deuxième but régulier de l'équipe, Emmanuel Burriss.
Avant de porter le no 9 chez les Giants, Frandsen a endossé le no 19 à ses débuts chez les Giants en l'honneur de son frère D. J., décédé en 2004 d'une tumeur de Wilms. Le numéro était alors porté par l'entraîneur des lanceurs des Giants, Dave Righetti, qui l'a offert à la nouvelle recrue des Giants en apprenant qu'il avait été le joueur favori du défunt.

### Angels de Los Angeles

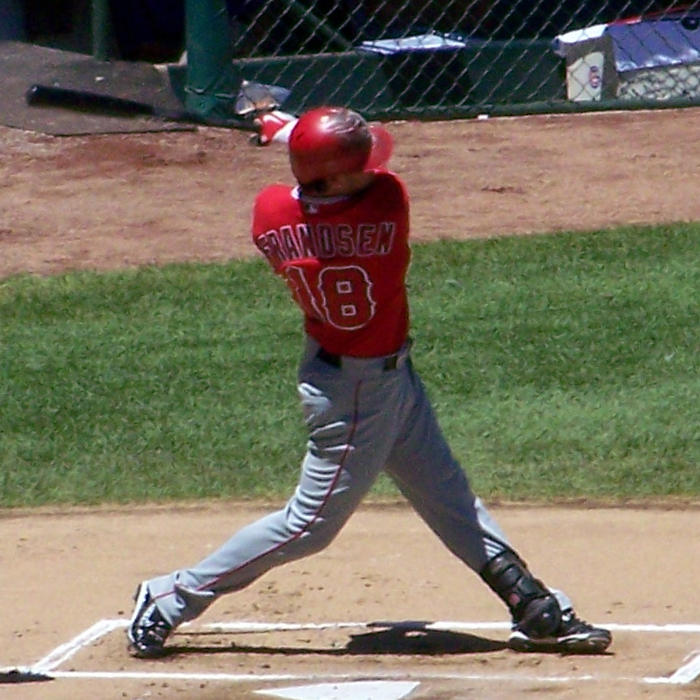
Kevin Frandsen en 2010 avec les Angels.

Le 26 mars 2010, les Giants vendent son contrat aux Red Sox de Boston.
Jamais aligné en Ligue majeure sous les couleurs des Red Sox, Frandsen sort de l'effectif des Sox le 28 avril en raison de l'ajout d'Alan Embree. Mis en ballotage, Frandsen passe chez les Angels de Los Angeles d'Anaheim le 29 avril 2010.
Il frappe pour ,250 avec 14 points produits en 54 matchs des Angels en 2010.

### Phillies de Philadelphie

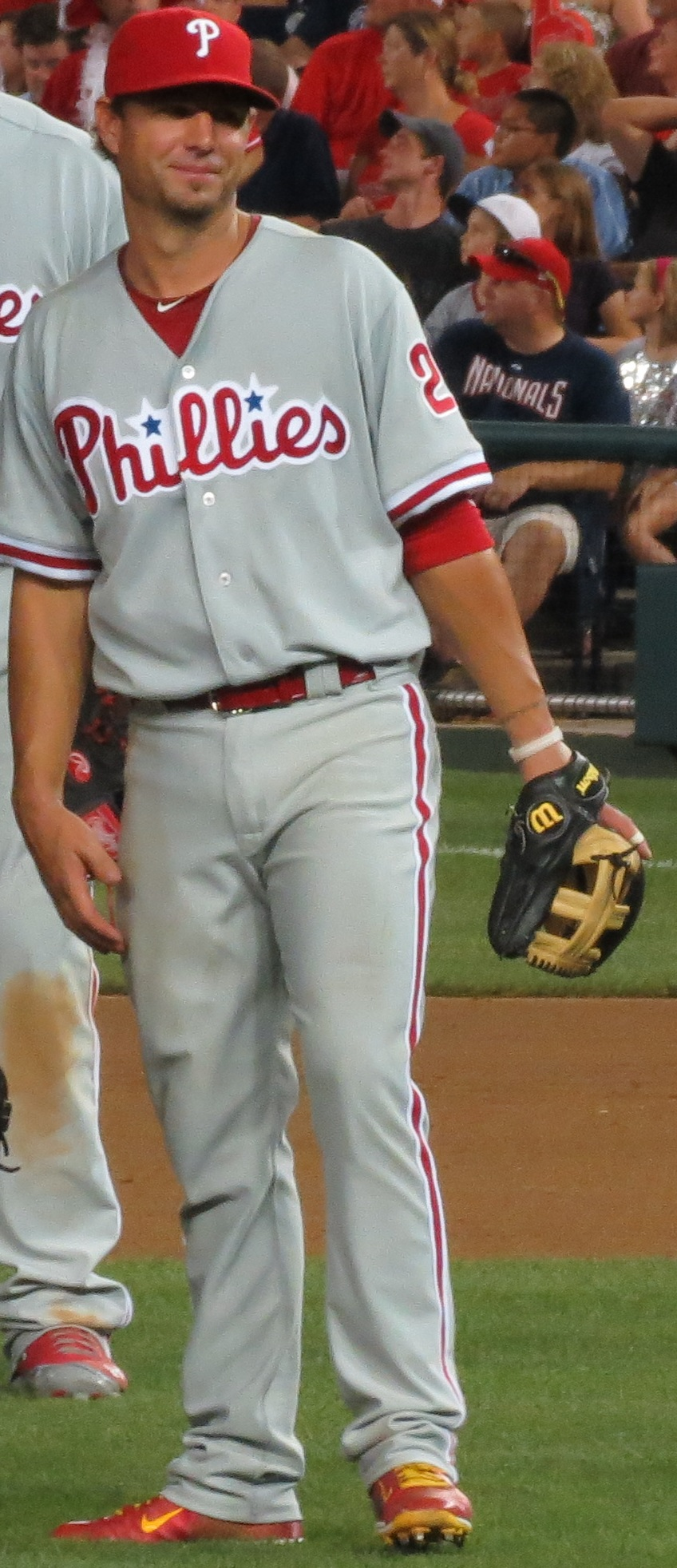
Kevin Frandsen en 2012 avec Philadelphie.

Il rejoint en janvier 2011 les Padres de San Diego mais est libéré de son contrat en mars, à la fin de l'entraînement de printemps.
Il passe l'année 2011 en ligues mineures avec un club-école des Phillies de Philadelphie.
En 2012, Frandsen dispute 55 matchs à Philadelphie et frappe pour ,338 de moyenne en 210 passages au bâton. En 2013, il sait se rendre utile aux Phillies en jouant non seulement au troisième but, sa position principale l'année précédente, mais aussi aux premier et deuxième coussins. Au total, il prend part à 119 rencontres de l'équipe, mais ne frappe que pour ,234 avec 5 circuits et 26 points produits. Il est normalement employé comme substitut au champ intérieur ou comme frappeur suppléant.

### Nationals de Washington
Frandsen rejoint en mars 2014 les Nationals de Washington. Il est libéré le 1er avril 2015 après une seule saison à Washington.

### Retour à San Francisco
Le 21 avril 2015, il signe un contrat des ligues mineures avec les Diamondbacks de l'Arizona. Il ne joue pas pour Arizona et est rapatrié par les Giants de San Francisco, avec qui il signe un contrat le 1er juin 2015. Il apparaît dans 7 matchs des Giants en 2015.